# دينو رييس تشوا
دينو رييس تشوا هو سياسي فلبيني، ولد في 28 سبتمبر 1980 في كافيت سيتي في الفلبين. نشط حزبياً في Partido Magdalo ‏.